# The Sun Also Rises
The Sun Also Rises (Nederlandse titel: 'En de zon gaat op') is een roman van Ernest Hemingway, gepubliceerd in 1926. De roman vertelt het verhaal van een Amerikaan, Jake Barnes, die in Parijs woont en er als journalist werkt. Jake wordt afgeschilderd als een discrete held van wie we de onvoltooide liefdes en vriendschappen in het verhaal volgen. Het is een roman à clef die een levendig beeld schetst van de schrijvers die in Parijs verbleven in de periode tussen de twee wereldoorlogen. Een groot deel van de actie speelt zich ook af tijdens de San Fermínfeesten in Pamplona.
The Sun Also Rises (1926) was Hemingways eerste roman, geschreven in 1925 en gepubliceerd in 1926, Het boek had eerst de titel Fiesta gekregen. Hemingways autobiografisch verhaal vermengt Parijs met Spanje, met levendige beschrijvingen van stierengevechten als een plaats waar men met de dood wordt geconfronteerd. Hij combineert ook de razernij van het feest met de rust van het Spaanse landschap. De roman wordt algemeen beschouwd als Hemingways beste werk. Hemingway's biograaf Jeffrey Meyers schrijft dat het nu wordt "erkend als het grootste werk van Hemingway", en Hemingway-onderzoeker Linda Wagner-Martin noemt het zijn belangrijkste roman. The Sun Also Rises werd in 1957 verfilmd.

## Context

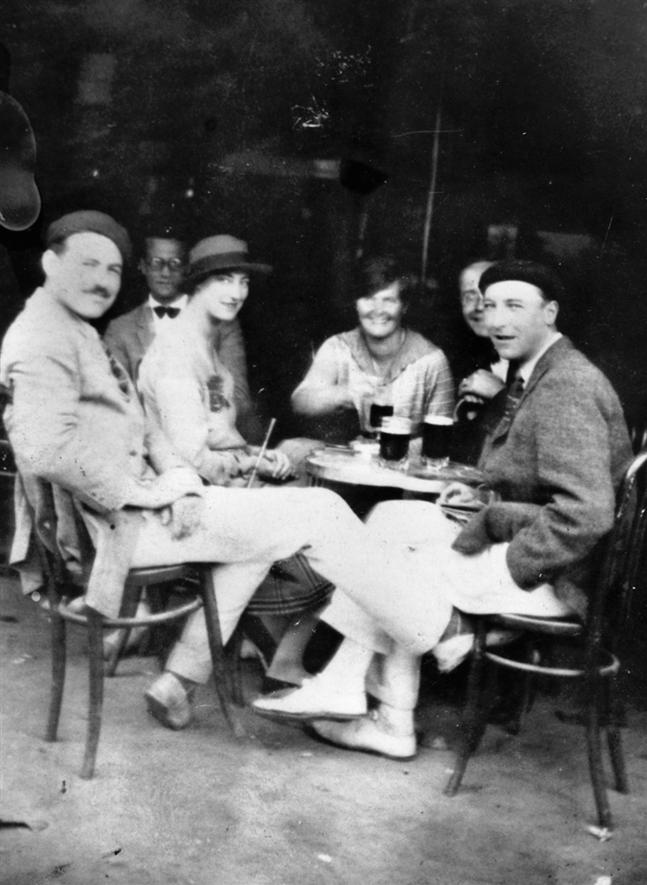
Ernest Hemingway in de zomer van 1925 in een Spaans café in Pamplona, in het gezelschap van de personen die hij afbeeldde in zijn roman "The Sun Also Rises". Van links naar rechts, zittend: Hemingway, Harold Loeb, Lady Duff Twysden, Hadley, Don Stewart en Pat Guthrie.

De oorlog in Europa trok de avontuurlijke Hemingway aan. Na vergeefs geprobeerd te hebben dienst te nemen in het leger - waarvoor hij wegens te zwak gezichtsvermogen werd geweigerd - gaf hij zich als vrijwilliger op bij het Rode Kruis. In mei 1918 werd hij per schip naar Europa gebracht om tijdens de Eerste Wereldoorlog als ziekenwagenchauffeur voor het Italiaanse Rode Kruis te werken. Slechts enkele weken later werd hij aan het Italiaanse front ernstig gewond door fragmenten van een mortiergranaat. Hij herstelde in een ziekenhuis in Milaan, waar hij een romantische relatie had met een verpleegster, Agnes von Kurowsky. Dit incident gaf hem de inspiratie voor zijn roman A Farewell to Arms, gepubliceerd in 1929.
Toen de 19-jarige Hemingway in 1919 terug naar huis keerde, botste hij op het onbegrip van zijn ouders en zijn vrienden (die de oorlog romantiseerden) over het trauma dat hij aan de oorlog had overgehouden. Deze ervaringen verwerkte hij in het kort verhaal Soldier's Home.
Uiteindelijk begon Hemingway te werken voor de Toronto Star Weekly. In 1921 trouwde hij met zijn eerste vrouw, Hadley Richardson. Datzelfde jaar werd hij de eerste Europese correspondent voor de Toronto Daily Star en verhuisde met zijn vrouw in december 1921 naar Parijs. Daar raakte Hemingway bevriend met de dichter Ezra Pound, de schrijfster Gertrude Stein, de kunstenaars Joan Miró en Pablo Picasso en andere personen die behoorden tot de groep van prominente buitenlandse schrijvers en kunstenaars die in het naoorlogse Parijs verbleven. Hemingways reputatie begon te groeien, zowel als journalist als van schrijver van fictie. Zijn roman The Sun Also Rises, gepubliceerd in 1926, bevestigde hem als een van de meest vooraanstaande schrijvers van zijn tijd.

## Inhoud

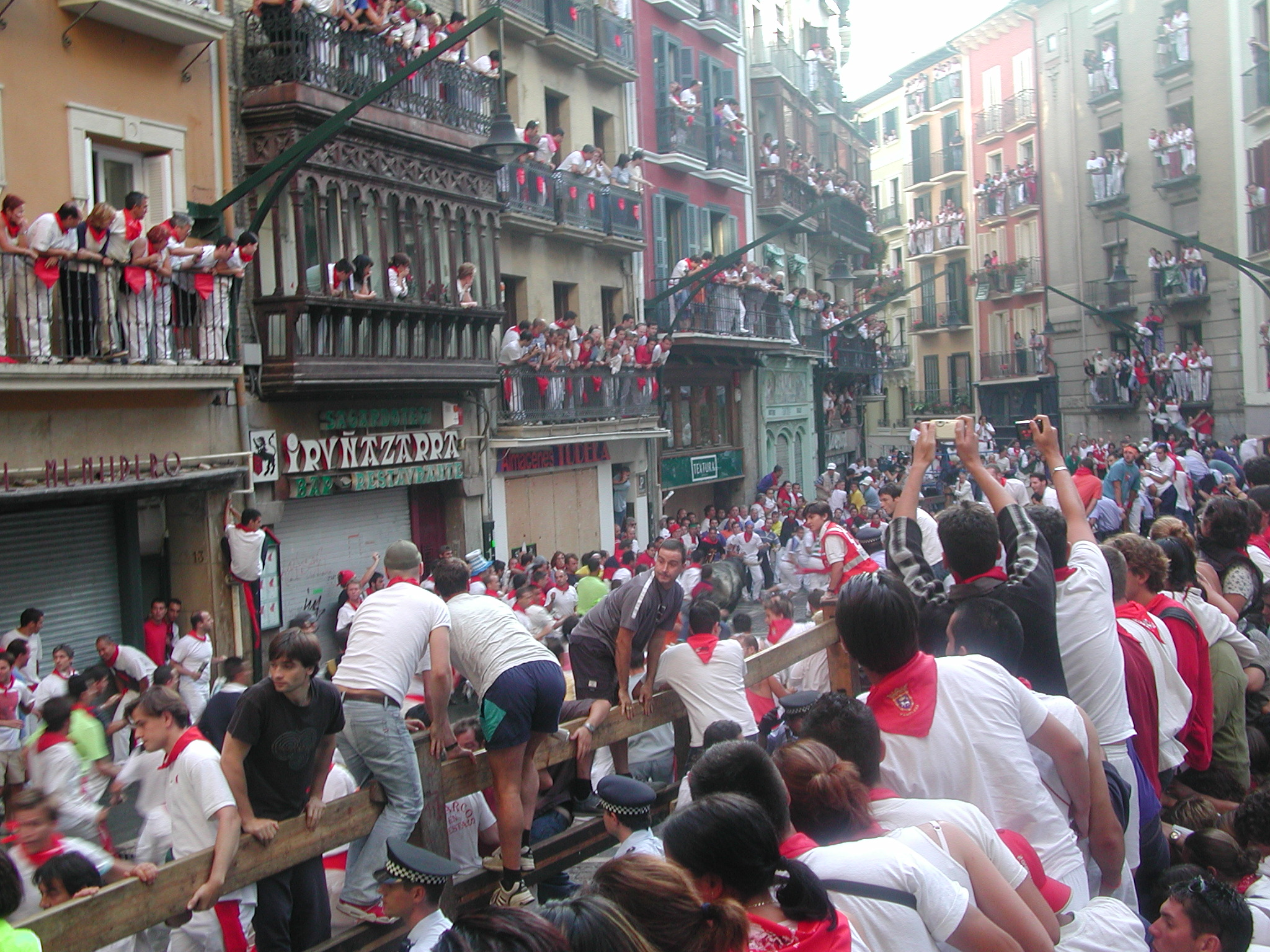
Stierenloop in Pamplona - de San Fermínfeesten

De roman exploreert het leven en de waarden van de zogenaamde 'Verloren Generatie'. Het verhaal is een soort kroniek van de ervaringen van Jake Barnes en een aantal kennissen op hun tocht naar Pamplona. Daar willen ze het jaarlijkse San Fermin festival, beter bekend als de "stierenloop van Pamplona", bijwonen. Jake is een veteraan uit de Eerste Wereldoorlog, die als gevolg van een verwonding, opgelopen aan het Italiaanse front, niet meer in staat is seksuele relaties te hebben met Brett Ashley. Hij voelt zich ontmand maar blijft toch aangetrokken tot haar. Het verhaal volgt Jake en zijn metgezellen tijdens hun tocht dwars door Frankrijk en Spanje. Aanvankelijk tracht Jake zijn liefde voor Brett te ontvluchten door Bill Gorton te vergezellen op een vistocht naar Burguete, diep in de Spaanse heuvels gelegen. De Fiësta in Pamplona is het decor voor de uiteindelijke bijeenkomst van alle personages met al hun angsten en verlangens.
Een deel van de plot is gebaseerd op waargebeurde feiten uit het leven van Hemingway. In 1925 ondernam Hemingway een vistocht met enkele van zijn vrienden - onder wie Lady Duff Twysden (die zelfs haar haren droeg zoals Brett Ashley), haar Schotse verloofde en haar voormalige minnaar, Harold Loeb. Deze laatste had net als een van de personages in het boek als eerste student van joodse afkomst voor Princeton University gebokst. Die visplaats was nabij Burguete gelegen en net als in het boek gingen ze samen naar de San Fermin feesten in Pamplona, waar ze dronken en heftig discussieerden.
Het personage van Brett Ashley is ook volgens enkele biografen gebaseerd op Lady Duff Twysden, een knappe socialite tot wie Hemingway zich aangetrokken voelde. Volgens Alice Hunt Sokoloff beschouwde Hadley, Hemingways vrouw, Lady Duff als "wonderlijk aantrekkelijk, een echte vrouw van de wereld, zonder seksuele remmingen." Tijdens de tocht naar Pamplona vergezelde Duffs minnaar Pat Guthrie haar, maar ze had ook verhoudingen met Harold Loeb (die model stond voor het personage Robert Cohn), en - op Hemingways aandringen - met een jonge, mooie en kunstzinnige stierenvechter die hij in het boek "Pedro Romero" noemt, vermoedelijk naar de befaamde Pedro Romero Martinez.